# 6-Stunden-Rennen von Bahrain 2017

Streckenlayout

Das 6-Stunden-Rennen von Bahrain 2017 fand am 18. November auf dem Bahrain International Circuit statt und war der siebte und letzte Wertungslauf der FIA-Langstrecken-Weltmeisterschaft dieses Jahres.

## Rennen
Nach den 6-Stunden von Shanghai stand Porsche bereits als Sieger der FIA-Langstrecken-Weltmeisterschaft 2017 fest, doch in den anderen Klassen stand die Entscheidung noch an. Trotz dem bereits entschieden Titel kam es am Anfang einen Kampf um die Führung, die Toyota für sich entscheiden konnte. Nach drei Stunden kam es aufgrund einer Katze, die sich auf die Rennstrecke verirrt hatte, zu einem Full Course Yellow. Das Tier verließ die Strecke jedoch von selber. Nach der Gelbphase konnte sich der Porsche #1 an die Spitze kämpfen, kollidierte jedoch bei einer Überrundung mit dem GT-Porsche, woraufhin er einen Boxenstopp einlegen musste. Toyota konnte sich daraufhin den Sieg sichern.
In der LMP2 fiel zwar Rebellion Racing zuerst zurück, kämpfte sich jedoch zurück und konnte sich den Sieg in der Klasse sichern.
In der GTE-Klasse fochten die beiden Ferraris den Sieg unter sich aus, die #71 konnte sich letztendlich mit zwei Zehntelsekunden Vorsprung durchsetzten.

## Ergebnisse

### Schlussklassement
| Pos.        | Klasse    | Nr. | Team                      | Fahrer                                                      | Fahrzeug                 | Runden |
| ----------- | --------- | --- | ------------------------- | ----------------------------------------------------------- | ------------------------ | ------ |
| 1           | LMP1      | 8   | Toyota Gazoo Racing       | Anthony Davidson Sébastien Buemi Kazuki Nakajima            | Toyota TS050 Hybrid      | 199    |
| 2           | LMP1      | 2   | Porsche LMP Team          | Timo Bernhard Earl Bamber Brendon Hartley                   | Porsche 919 Hybrid       | 198    |
| 3           | LMP1      | 1   | Porsche LMP Team          | Neel Jani Nick Tandy André Lotterer                         | Porsche 919 Hybrid       | 198    |
| 4           | LMP1      | 7   | Toyota Gazoo Racing       | Mike Conway Kamui Kobayashi José María López                | Toyota TS050 Hybrid      | 196    |
| 5           | LMP2      | 31  | Vaillante Rebellion       | Julien Canal Nicolas Prost Bruno Senna                      | Oreca 07                 | 186    |
| 6           | LMP1      | 38  | Jackie Chan DC Racing     | Ho-Pin Tung Oliver Jarvis Thomas Laurent                    | Oreca 07                 | 186    |
| 7           | LMP2      | 13  | Vaillante Rebellion       | Mathias Beche David Heinemeier Hansson Nelson Piquet junior | Oreca 07                 | 185    |
| 8           | LMP2      | 36  | Signatech Alpine Matmut   | Nicolas Lapierre Gustavo Menezes André Negrão               | Alpine A470              | 185    |
| 9           | LMP2      | 25  | CEFC Manor TRS Racing     | Roberto González Simon Trummer Witali Petrov                | Oreca 07                 | 185    |
| 10          | LMP2      | 24  | CEFC Manor TRS Racing     | Matthew Rao Ben Hanley Jean-Éric Vergne                     | Oreca 07                 | 185    |
| 11          | LMP2      | 26  | G-Drive Racing            | Roman Rusinov Léo Roussel Nico Müller                       | Oreca 07                 | 184    |
| 12          | LMP2      | 37  | Jackie Chan DC Racing     | David Cheng Alex Brundle Tristan Gommendy                   | Oreca 07                 | 183    |
| 13          | LMP2      | 28  | TDS Racing                | François Perrodo Matthieu Vaxiviere Emmanuel Collard        | Oreca 07                 | 182    |
| 14          | LMGTE Pro | 71  | AF Corse                  | Sam Bird Davide Rigon                                       | Ferrari 488 GTE          | 175    |
| 15          | LMGTE Pro | 51  | AF Corse                  | James Calado Alessandro Pier Guidi                          | Ferrari 488 GTE          | 175    |
| 16          | LMGTE Pro | 67  | Ford Chip Ganassi Team UK | Andy Priaulx Harry Tincknell                                | Ford GT                  | 174    |
| 17          | LMGTE Pro | 91  | Porsche GT Team           | Richard Lietz Frédéric Makowiecki                           | Porsche 911 RSR          | 174    |
| 18          | LMGTE Pro | 66  | Ford Chip Ganassi Team UK | Stefan Mücke Olivier Pla                                    | Ford GT                  | 174    |
| 19          | LMGTE Pro | 95  | Aston Martin Racing       | Marco Sørensen Nicki Thiim                                  | Aston Martin Vantage GTE | 174    |
| 20          | LMGTE Pro | 97  | Aston Martin Racing       | Darren Turner Jonny Adam                                    | Aston Martin Vantage GTE | 173    |
| 21          | LMGTE Am  | 98  | Aston Martin Racing       | Paul Dalla Lana Pedro Lamy Mathias Lauda                    | Aston Martin Vantage GTE | 170    |
| 22          | LMGTE Am  | 61  | Clearwater Racing         | Weng Sun Mok Keita Sawa Matt Griffin                        | Ferrari 488 GTE          | 170    |
| 23          | LMGTE Am  | 54  | Spirit of Race            | Thomas Flohr Francesco Castellacci Miguel Molina            | Ferrari 488 GTE          | 169    |
| 24          | LMGTE Am  | 77  | Dempsey-Proton Racing     | Christian Ried Matteo Cairoli Marvin Dienst                 | Porsche 911 RSR          | 169    |
| 25          | LMGTE Am  | 86  | Gulf Racing UK            | Mike Wainwright Ben Parker Nick Foster                      | Porsche 911 RSR          | 163    |
| Ausgefallen |           |     |                           |                                                             |                          |        |
| 26          | LMGTE Pro | 92  | Porsche GT Team           | Michael Christensen Kévin Estre                             | Porsche 911 RSR          | 84     |

### Nur in der Meldeliste
Zu diesem Rennen sind keine weiteren Meldungen bekannt.

### Klassensieger
| Klasse    | Fahrer           | Fahrer          | Fahrer          | Fahrzeug                 | Platzierung im Gesamtklassement |
| --------- | ---------------- | --------------- | --------------- | ------------------------ | ------------------------------- |
| LMP1      | Anthony Davidson | Sébastien Buemi | Kazuki Nakajima | Toyota TS050 Hybrid      | Gesamtsieg                      |
| LMP2      | Julien Canal     | Nicolas Prost   | Bruno Senna     | Oreca 07                 | Rang 5                          |
| LMGTE Pro | Sam Bird         | Davide Rigon    |                 | Ferrari 488 GTE          | Rang 14                         |
| LMGTE Am  | Paul Dalla Lana  | Pedro Lamy      | Mathias Lauda   | Aston Martin Vantage GTE | Rang 21                         |

### Renndaten
- Gemeldet: 26
- Gestartet: 26
- Gewertet: 25
- Rennklassen: 4
- Zuschauer: unbekannt
- Wetter am Renntag: warm und trocken
- Streckenlänge: 5.412 km
- Fahrzeit des Siegerteams: 6:01:26.294   Stunden
- Gesamtrunden des Siegerteams: 199
- Gesamtdistanz des Siegerteams: 1076,988 km
- Siegerschnitt: unbekannt
- Pole Position: Neel Jani – Porsche 919 Hybrid(#1) – 1:39,383
- Schnellste Rennrunde: André Lotterer – Porsche 919 Hybrid(#1) – 1:42.862
- Rennserie: 9. Lauf zur FIA-Langstrecken-Weltmeisterschaft 2017